# 양평경찰서
양평경찰서(楊平警察署, Yangpyeong Police Station)는 경기도남부경찰청이 관할하는 경찰서 중 하나이다. 경기도 양평군 양평읍 양근강변길 42에 위치하고 있다.
서장은 총경으로 보한다.

## 기본 정보
- 주소: 경기도 양평군 양평읍 양근강변길 42
- 우편번호: 12555

## 관할 파출소 및 지구대[5]
양평경찰서는 12개의 파출소를 산하에 두고 있다.
| 명칭       | 사진 | 주소                   | 관할구역 | 치안센터(비고)                                           |
| ---------- | ---- | ---------------------- | -------- | -------------------------------------------------------- |
| 양근파출소 |      | 양평읍 해오름길 11     | 양평읍   |                                                          |
| 강하파출소 |      | 강하면 운심길 46       | 강하면   |                                                          |
| 용문파출소 |      | 용문면 용문로 351      | 용문면   |                                                          |
| 지평파출소 |      | 지평면 지평의병로 91   | 지평면   |                                                          |
| 단월파출소 |      | 단월면 재인동길 2-6    | 단월면   | 봉상치안센터 ＊16년 3월 순찰형 치안센터로 전환되다(폐지) |
| 청운파출소 |      | 청운면 용두로 140      | 청운면   |                                                          |
| 양서파출소 |      | 양서면 양수로152번길 6 | 양서면   | 16.1.11 국수치안초소(센터의 전단계) 신설                 |
| 서종파출소 |      | 서종면 무내미길 45     | 서종면   |                                                          |
| 옥천파출소 |      | 옥천면 옥천길 27       | 옥천면   |                                                          |
| 양동파출소 |      | 양동면 학둔지아래길 72 | 양동면   |                                                          |
| 개군파출소 |      | 개군면 하자포길 25     | 개군면   |                                                          |
| 강상파출소 |      | 강상면 강남로 999-1    | 강상면   |                                                          |

## 같이 보기
- 경기도북부지방경찰청